# Otumfuo Nana Osei Agyeman Prempeh II
Otumfuo Nana Osei Agyeman Prempeh II (ur. 1892, zm. 27 maja 1970) – siostrzeniec Prempeha I. W 1931 został miejscowym wodzem (kumasehene) plemienia Aszanti w Kumasi. W 1935 został pierwszym od 1900 asantehene – najwyższym wodzem państwa Aszantów (późniejszego Złotego Wybrzeża i Ghany) i był nim do śmierci, Brytyjczycy zezwolili jednak tylko na ceremonialne funkcje wynikające ze sprawowania urzędu. W 1954 opowiedział się za Ruchem Wyzwolenia Narodowego (NLM), a w 1957 – za późniejszym prezydentem Ghany Kwame Nkrumahem. Po tym, jak w 1957 Złote Wybrzeże stało się niepodległą Republiką Ghany, Prempeh pozostał dalej władcą tytularnym.